# 亞斯洛沃茨鄉
47°46′N 25°58′E / 47.767°N 25.967°E
亞斯洛沃茨鄉（羅馬尼亞語：Comuna Iaslovăț, Suceava），是羅馬尼亞的鄉份，位於該國東北部，由蘇恰瓦縣負責管轄，面積18平方公里，海拔高度361米，2011年人口3,163，人口密度每平方公里176人。